# Rainer Greschik
Rainer Greschik' (23 de agosto de 1943 em Hohenlinde perto de Beuthen, província da Alta Silésia-23 de janeiro de 2023 em Berlim) foi um arquiteto alemão e colecionador de arte africana.

## Vida e carreira
Greschik cresceu em Baden-Württemberg e estudou arquitetura na Universidade Técnica de Berlim, onde se licenciou como engen-heiro em 1970. Juntamente com Tilmann Kälberer e Peter Kuhlen, fundou o gabinete de arquitetura Greschik Kälberer Kuhlen (mais tarde GKK + Partner). O gabinete tornou-se conhecido pela con-ceção de escolas e escolas secundárias, bem como de edifícios administrativos e residenciais. Entre as suas obras de destaque contam-se o IGS Roderbruch em Hannover-Roderbruch (1974), a escola secundária Kikweg em Düsseldorf-Eller (1976), o Hospital Franziskus em Berlim-Tiergarten (1989) e a clínica de reabilitação Sommerfeld (1997). Foi um dos principais representantes do regionalismo crítico.

## Coleção de arte africana
A partir de 1992, Greschik interessou-se profundamente pela arte africana e criou uma extensa coleção de esculturas do grupo ét-nico Lobi. Esta coleção foi apresentada em várias exposições, in-cluindo a aclamada exposição “A Descoberta do Indivíduo” no Museu das Colecções Municipais no Arsenal em Wittenberg (2016/17). Na sequência da exposição, Rainer Greschik doou uma grande coleção de esculturas africanas ao museu. Depois de Paris, a doação de Greschik significa que Wittenberg tem agora a maior coleção pública sobre o grupo étnico Lobi na Europa.

## Edifícios e projectos
- 1974: IGS Roderbruch em Hanover-Roderbruch
- 1976: Colegio Kikweg en Düsseldorf-Eller
- 1985: Urbanización Kantstraße / Uhlandstraße en Berlín-Charlottenburg
- 1986: Oficina Estatal de Trabajo de Múnich
- 1989: Franziskus-Krankenhaus em Berlín-Tiergarten
- 1994: Edifício administrativo Gagfah em Berlín-Wilmersdorf
- 1997: Pabellón deportivo en Grüntaler Straße en Berlín-Wedding[8]
- 1997: Clínica de reabilitação Sommerfeld, distrito de Oberhavel.
- 2004/2012: Renovação e ampliação da Hellmuth-Ulrici-Klinik de Sommerfeld

## Publicações
- GKK+Partner / Heidenreich, Polensky, Vogel, Zeumer (eds.): Entwürfe für eine Gesamtschule. 1971.
- Senator für Bau- und Wohnungswesen Berlin (ed.): Berufsfeld-bezogene Oberstufenzentren Berlin. Concurso público com pro-cesso de avaliação baseado na análise do valor de utilidade”. Berlim 1975.
- Ministério Federal da Educação e Ciência (ed.): “Überbetriebliche Ausbildungsstätten”. Aachen / Bremen 1976.
- Rainer Greschik, Nils Seethaler (prefácio): Lobi. West African Sculptures from the Greschik Collection”. (publicado por ocasião da exposição “Die Entdeckung des Individuums”) Lutherstadt Wit-tenberg 2016.